# Tutti al mare
Tutti al mare è un film del 2011, diretto da Matteo Cerami, con Gigi Proietti, Marco Giallini, Ninetto Davoli e Ambra Angiolini e si ispira a Casotto, film del 1977 di Sergio Citti, sempre con protagonista Gigi Proietti e Ninetto Davoli.

## Trama
Avventure di diversi personaggi in uno stabilimento balneare a Castel Porziano, a Roma, in una giornata d'estate.
Maurizio, gestore del bar dello stabilimento; Nino, suo cognato, smemorato e cleptomane; Giovanna, una hostess lesbica che scopre che la fidanzata e collega Sara è incinta; infine Gigi, Nando e la sua nuova moglie russa.
Si aggiungono a contorno, la mamma paralitica di Maurizio, ghiotta di Gazpacho; un portajella e una star televisiva.

## Cameo
- Pippo Baudo nella parte di se stesso e Ninetto Davoli nella parte del pescatore.

## Curiosità
Ninetto Davoli e Gigi Proietti facevano parte anche del cast di Casotto del 1977, cui il film si ispira chiaramente. Infatti, quando Gigi Proietti recita i nomi dei sette re di Roma dopo aver sciolto il nodo al suo fazzoletto, cita Sergio Citti al posto di Tarquinio Prisco, palese omaggio al regista del film sopra citato.
Franco Pistoni interpreta in questo film la parte di un uomo che porta sfortuna; l'anno dopo l'uscita del film, nel 2012 Pistoni interpreterà la parte dello iettatore nel quiz televisivo Avanti un altro!.